# ریوتا کانای
ریوتا کانای (ژاپنی: 金井 隆太؛ زادهٔ ۱۶ اوت ۱۹۸۹) یک بازیکن فوتبال اهل ژاپن است.
از باشگاه‌هایی که در آن بازی کرده‌است می‌توان به باشگاه فوتبال ونریر هاچینوهه اشاره کرد.